# Tapwave Zodiac
El Tapwave Zodiac és un ordinador de butxaca palm orientat a jocs. Funciona amb una modificació del sistema operatiu Palm OS5, el 5.2.7T. Hi ha dos models: el Z1 amb 32 Mb de ram i el Z2 amb 128 Mb de RAM. Va entrar al mercat l'any 2003 i va tenir suport fins al 25 de juliol de 2005 quan la companyia Tapwave va tancar. Funciona amb un processador CPU Motorola i.MX1 ARM9 de 200 MHz acompanyat d'un xip gràfic ATI Imageon que té capacitat d'acceleració 2D i descompressió MPEG4.